# 아스타틴

아스타틴(←영어: Astatine 애스터틴[*])은 화학 원소로 기호는 At(←라틴어: Astatium 아스타티움[*]), 원자 번호는 85이다. 지금까지 발견된 비금속 중에서 가장 무거운 원소이며, 우라늄이나 토륨이 붕괴하면서 생성되는 방사성 원소이다. 매우 불안정하며 30개의 동위원소가 모두 방사성 붕괴를 한다. 가장 안정한 동위 원소는 원자량이 209.987이고, 반감기는 8.3시간이다. 화학적 성질은 아이오딘과 매우 비슷하나, 화학반응 도중 아이오딘보다 전자를 잃기 쉽고, 받기는 어렵다.   과학자들은 아스타틴의 색깔을 검은색으로 짐작하고 있으나, 정확한 것은 아무도 모른다고 한다.
아스타틴은 1940년에 미국의 캘리포니아 대학교 버클리에서 코슨, 매켄지, 세그레가 입자가속기를 써서, 에너지가 높은 알파 입자, 즉 헬륨을 비스무트에 충돌시켜 만들어냈다. 자연 상태로는 우라늄광석에 적은 양이 들어 있지만, 대부분은 인공적으로 합성한다. 자연상에서는 가장 희귀한 원소중 하나이며 전체 지구지각에서 30그램(1온스)이하 정도만 존재한다. 그리고 매일 같은 양이 존재하지 않는데 그 이유는 반감기가 매우 짧기 때문이기도 하지만 광대한 양의 우라늄과 토륨의 느린 방사성 붕괴로 인해 계속 새로운 아스타틴이 공급되기 때문이기도 하다. 아스타틴은 암을 위한 방사선 치료법으로 사용하기 위해 연구되고 있기도 하다.